# Solomon R. Guggenheim Foundation
De Solomon R. Guggenheim Foundation is een non-profitorganisatie, die door de Amerikaanse mecenas Solomon R. Guggenheim (1861–1949) en de Duitse schilderes Hilla von Rebay (Hildegard Anna Augusta Elisabeth Baronin Rebay von Ehrenwiesen 1890–1967) in 1937 werd opgericht. Zetel van de stichting werd New York.

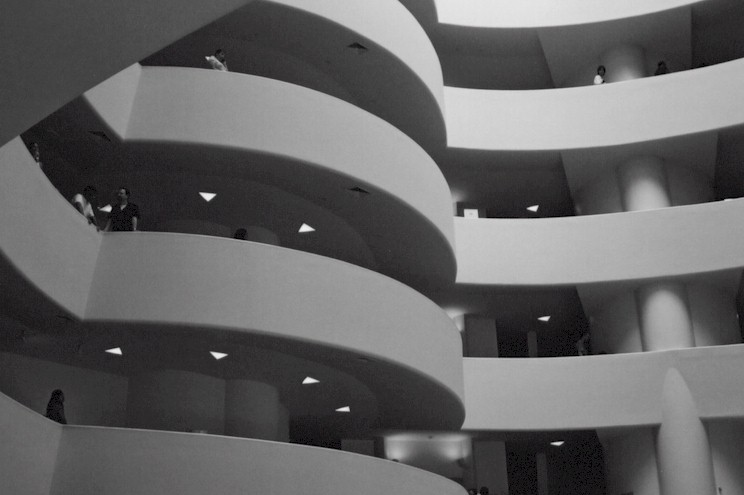
Guggengeim - New York (interieur)

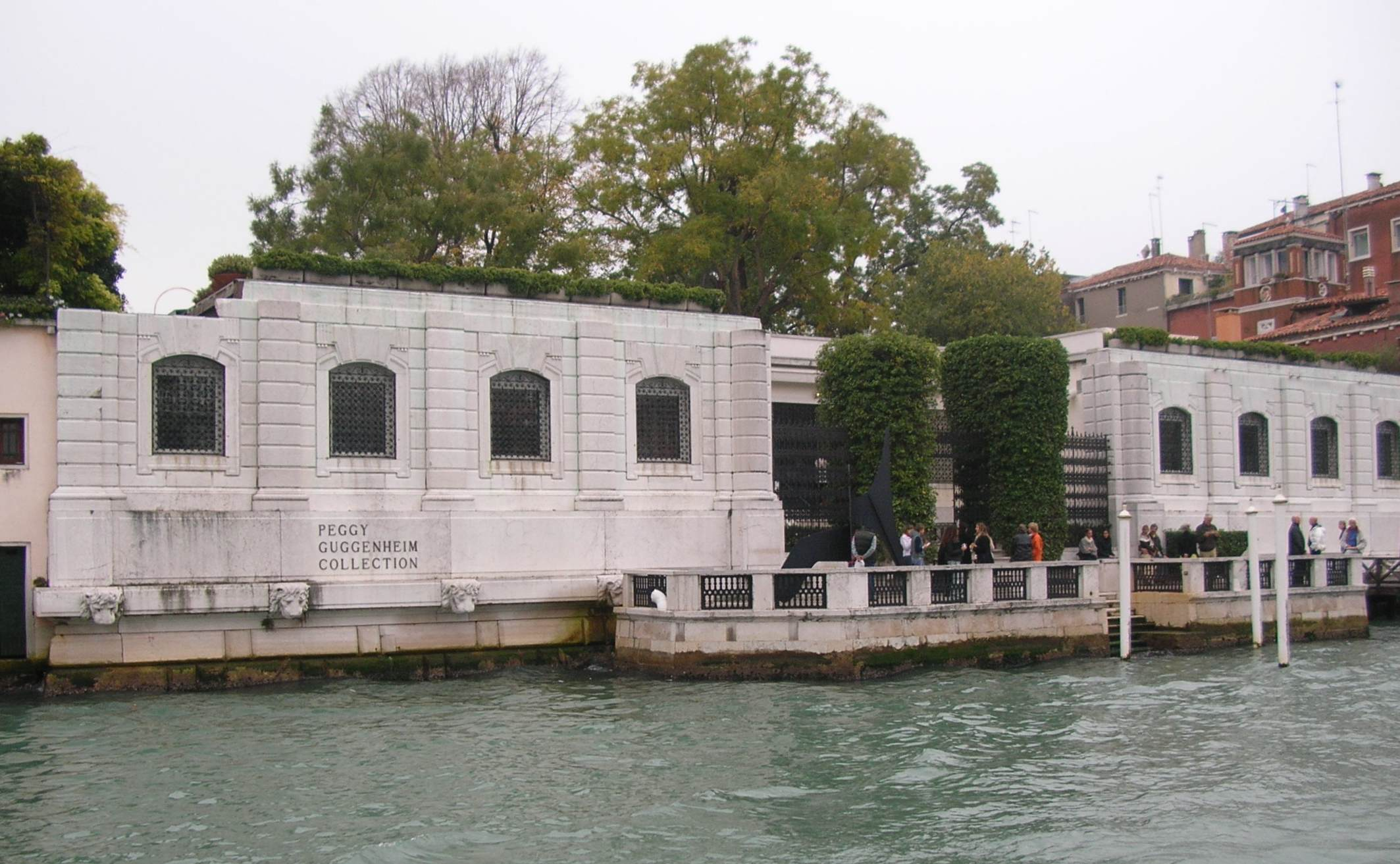
Guggenheim - Venetië

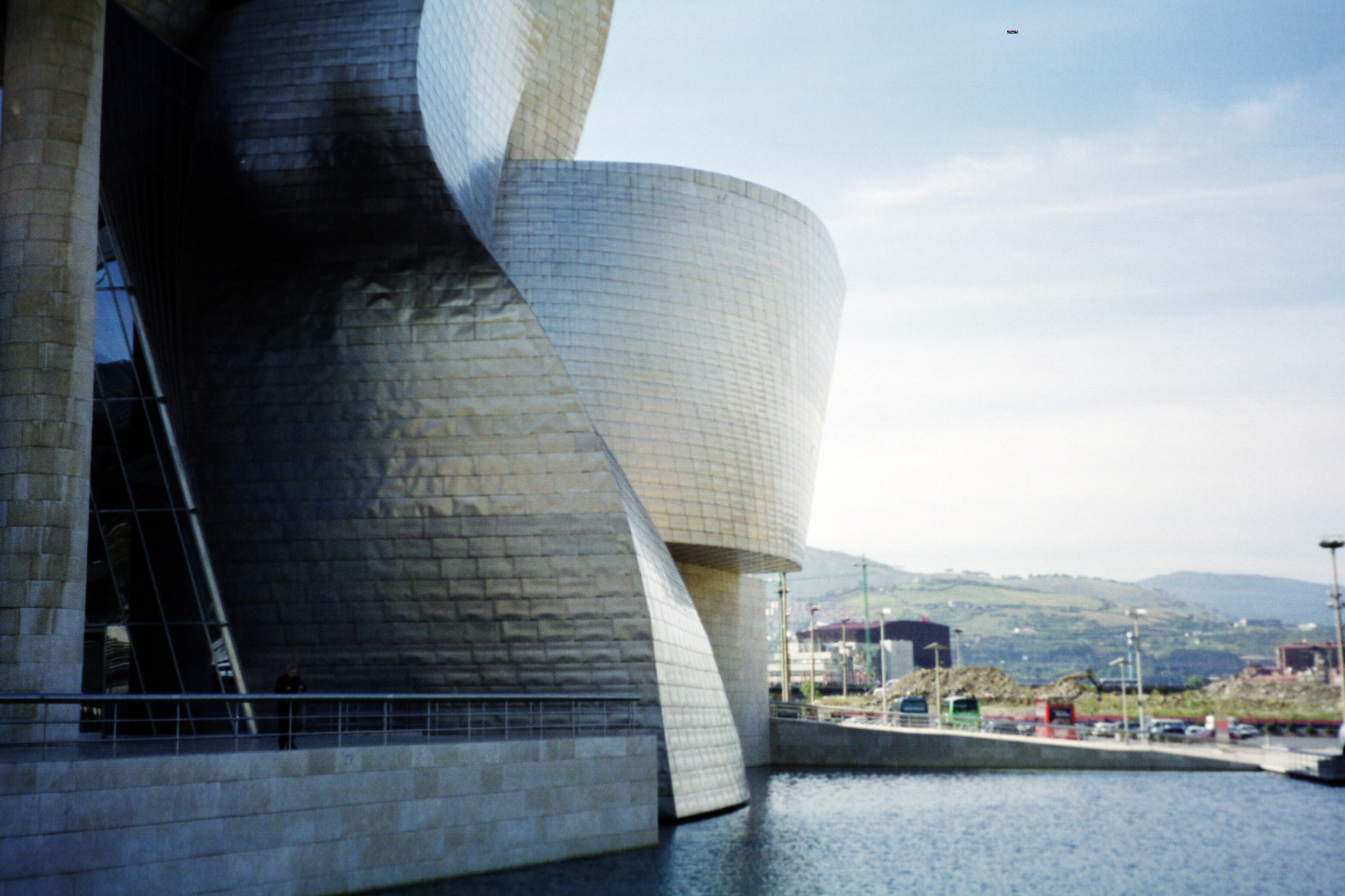
Guggenheim - Bilbao

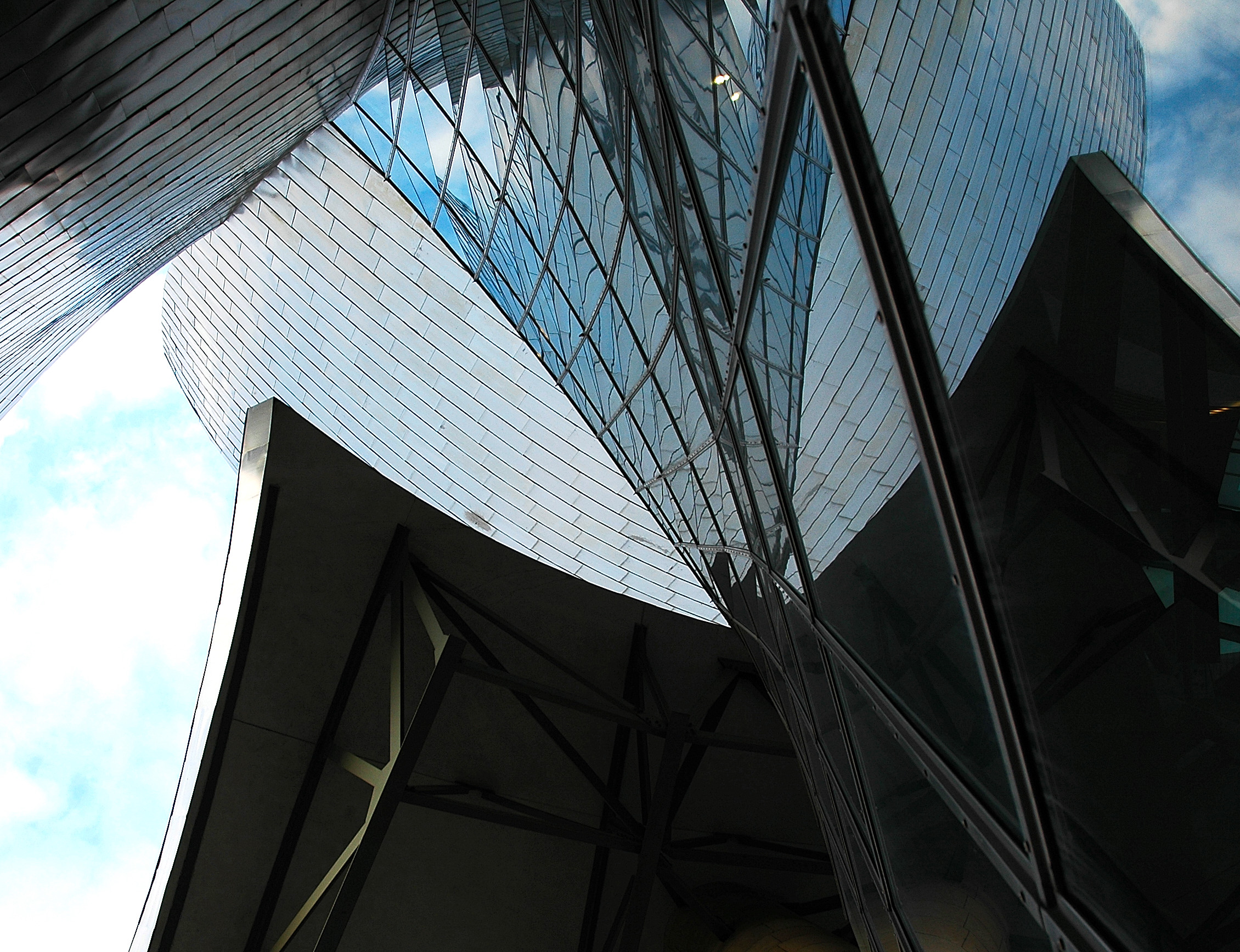
Guggenheim - Bilbao (detail)

## Guggenheim Foundation
De stichting heeft na de sluiting van Guggenheim Las Vegas vier musea en verschillende plannen voor nieuwe vestigingen.

### Guggenheim Museum (New York)
Het Solomon R. Guggenheim Museum in New York is het oudste der Guggenheim musea. Het werd in 1939 als Museum of Non-Objective Painting gesticht en in 1952 hernoemd. Het thans nog in gebruik zijnde hoofdgebouw werd destijds door Frank Lloyd Wright in samenwerking met Hilla von Rebay ontworpen en in de jaren tussen 1956 en 1959 gebouwd. Het geldt als een van de belangrijkste door Wright, die in 1959 nog voor de opening stierf, ontworpen gebouwen. De kunstwerken worden tentoongesteld langs een spiraalvormig omlaaglopende helling die het gehele gebouw doorloopt. Dit betekende een absolute breuk met het lineaire ruimteconcept, waarin musea tot dan toe dachten. Reeds toen werden kritische geluiden te horen dat de kunst hierbij in de schaduw kwam te staan van de architectuur. In 1992 werd de museumruimte verdubbeld met een toren, hetgeen reeds door Wright werd voorzien in zijn plannen.

### Peggy Guggenheim CollectioninVenetië
De Peggy Guggenheim Collection in Venetië werd in 1951 gesticht, maar maakt pas sinds 1976 deel uit van de tot de Solomon R. Guggenheim Foundation behorende musea. Het gebouw, waarin het museum is gehuisvest, is het in 1798 gebouwde, maar kennelijk nooit voltooide, Palazzo Venier dei Leoni (Lorenzo Boschetti). In 1949 kocht Peggy Guggenheim het gebouw en zij bleef er tot haar dood in 1979 wonen. Destijds al waren enige zalen en het bij het Paleis behorende park voor het publiek toegankelijk. Na haar dood werd het Paleis volledig gerestaureerd en tot museum omgebouwd.

### Guggenheim Museum (Bilbao)
Het Museo Guggenheim Bilbao in Bilbao werd in oktober 1997 geopend. De Solomon R. Guggenheim Foundation stelde de Baskische autoriteiten, die Bilbao een culturele injectie wilden geven, in 1981 voor een vestiging van een  Guggenheim Museum te bouwen. Uit de internationale architectuurwedstrijd kwam de Amerikaanse architect Frank Gehry als winnaar tevoorschijn. De gevels van het uitverkoren gebouw bestaan uit een combinatie van steen en metaal (titanium). Het geldt als een van de belangwekkendste bouwwerken van de twintigste eeuw en het is hét beeldmerk van Bilbao. Het museum heeft een totale oppervlakte van 24.000 m². Het expositieoppervlak bedraagt 11.000 m².

### Deutsche GuggenheiminBerlijn
Het Deutsche Guggenheim in Berlijn werd in  november 1997 in samenwerking met de Deutsche Bank geopend. Het museum is ondergebracht in het gebouw van het hoofdkantoor der Deutschen Bank Unter den Linden in Berlijn. Daar ontstond op slechts 510 m² naar ontwerp van de Amerikaanse architect Richard Gluckman van Gluckman Mayner Architects een galerie, waarin kortdurende exposities worden gehouden onder curatorschap van de Deutsche Bank Collection.

### Guggenheim Hermitage MuseuminLas Vegas
Het Guggenheim Hermitage in Hotel Venetian Resort in Las Vegas werd in 2000 geopend. Reeds lange tijd bestond een nauwe samenwerking met het Hermitage Museum in Sint-Petersburg, die door de vestiging van het Guggenheim Hermitage Museum in Las Vegas werd bestendigd. Het museum bevond zich in het casinocomplex van het Hotel Venetian en werd door Rem Koolhaas ontworpen. Het museum werd in mei 2008 gesloten. 

### Geplande uitbreiding
Nieuwe vestigingen van musea waren of zijn door de Guggenheim Foundation gepland in:
- Guadalajara (Jalisco), Mexico het Guggenheim Guadalajare. Ontwerp Enrique Norten. Het had in 2011 gereed moeten zijn maar in 2009 is van uitvoering afgezien.
- Vilnius, Litouwen het Vilnius Guggenheim Hermitage Museum. Het ontwerp is gemaakt door architecte Zaha Hadid. Het had in 2011 gereed moeten zijn, maar ook hier is van uitvoering afgezien.
- In plaats daarvan werd de bouw van een museum in Helsinki Finland overwogen, maar ook dat ging na jarenlange discussies niet door.
- Abu Dhabi, Abu Dhabi (Verenigde Arabische Emiraten) het Guggenheim Abu Dhabi. Het ontwerp is net als in Bilbao van Frank Gehry. De geplande datum van oplevering is een aantal malen bijgesteld, van 2011 tot 2017.

Solomon R. Guggenheim Museum (New York) · Peggy Guggenheim Collection (Venetië) · Guggenheim Museum (Bilbao)